# فیستوس
فِیستوس (یونانی: Φαιστός) یک محوطه باستانی مربوط به عصر برنز، در جنوب مرکزی جزیره کرت، یونان است. فیستوس باستان حدود ۵٫۶ کیلومتر (۳٫۵ مایل) شرق دریای مدیترانه و ۶۲ کیلومتر (۳۹ مایل) جنوب هراکلیون، دومین شهر بزرگ مینوسی‌ها واقع شده بود. نام فیستوس از منابع یونان باستان که به شهری در کرت در نزدیکی ویرانه‌های کنونی اشاره داشتند، گرفته شده‌است.